# Runensteine von Jelling
Die Runensteine von Jelling sind zwei Runensteine aus dem 10. Jahrhundert in Jelling, Jütland.
Sie sind die bedeutendsten Steine zur Geschichte Dänemarks und wurden auf Initiative der Könige Gorm und Harald Blauzahn errichtet. Der Große Jellingstein enthält eine Christusdarstellung und eine Tierdarstellung.
Die Steine liegen bei zwei Hügelgräbern (das ältere von 958/59), zwischen denen um 1100 die Kirche von Jelling errichtet wurde. Das Gesamtensemble wurde 1994 zum ersten dänischen UNESCO-Weltkulturerbe erklärt.

## Kleiner Jellingstein
Der kleine Jellingstein, auch Jellingstein I oder SJy 10, wurde wahrscheinlich um 940–955 errichtet. Sein ursprünglicher Standort ist nicht bekannt. Es wird vermutet, dass er neben Gorms Schiffsgrab stand, das dendrochronologisch auf 959 datiert wird. Laut Heinrich Rantzaus Beschreibung von 1591 stand der kleine Jellingstein auf dem Nordhügel, dem sogenannten Thyra høj. Um 1600 befanden sich dann beide Steine vor der Kirche.
Der Jellingstein I ist etwa 185 cm hoch (davon 139 cm über der Erdoberfläche), 107 cm breit und 50 cm tief. Er ist auf zwei Seiten mit einer Runeninschrift versehen:
GōrmR kunungR gærði kumbl þǿsi æft Þōrvī, kunu sīna, DanmarkaR bōt.
König Gorm errichtete dieses Denkmal für Thyra, seine Frau, die Zierde Dänemarks.
Gorm war Begründer der Jellingdynastie und verteidigte Dänemark gegen die Schweden. Seiner Frau Thyra wird die Errichtung des Danewerks zugeschrieben.
Es handelt sich um die erste namentliche Nennung eines dänischen Königs, und zum ersten Mal in den schriftlichen Quellen wird der Landesname Dänemark verwendet. Der kleine Jellingstein gilt daher auch als „Geburtsschein“ der dänischen Nation. Von einzelnen Forschern wird der kleine Jellingstein allerdings als eine von Harald Blauzahn in Auftrag gegebene Fälschung angesehen, mit der dieser seinen ererbten Anspruch als König rechtfertigen wollte, indem er seine Eltern bereits als Herrscher von ganz Dänemark darstellte anstatt als Wikingerführer mit einem lokal deutlich begrenzteren Herrschaftsgebiet. Gegen diese Theorie spricht allerdings, dass Gorm bereits von Adam von Bremen als König bezeichnet wurde.
Umstritten ist die Übersetzung von DanmarkaR bōt, nach der Thyra (eigentlich Thorvi) in der neuzeitlichen Geschichtsschreibung den Beinamen Danebod erhielt. Neben "Zierde" kann bōt auch als "Buße" im Sinne von Verbesserung oder Stärke gedeutet werden. Letzteres stimmt überein mit der Überlieferung von Sven Aggesen und Saxo Grammaticus, nach der Thyra den Bau des Danewerks veranlasst habe.

## Großer Jellingstein

### Fundgeschichte
Der Große oder Jüngere Jellingstein, auch Jellingsstein 2 oder SJy 11, wurde wahrscheinlich zwischen 960 und 985 errichtet. Er befand sich vermutlich durchgehend am selben Platz, war jedoch im 16. Jahrhundert kaum noch sichtbar. 1586 wurde er auf Betreiben des Lehnsmanns von Koldinghus, Caspar Markdanner, ausgegraben und aufgestellt. Heinrich Rantzau veröffentlichte 1591 eine Schrift von P. Lindemann mit ersten Darstellungen der Grabhügel und des Runensteins und der Reichsarchivar Ole Worm beschrieb ihn 1643 in seiner Monumenta Danica.

### Beschreibung
Der Stein, ein Granit, ragt 243 cm aus der Erde und ist an der breitesten, nur mit Runeninschrift versehenen Seite (A) 290 cm breit. 
Auf einer Seite des Steins (B) ist ein nicht eindeutig zu identifizierendes Tier (Löwe, Drache, Greif?) dargestellt, das von einer Schlange umwunden wird. Eine weitere Seite (C) zeigt ein Christusrelief. Christus ist dabei nicht als der fast nackte Gekreuzigte, sondern als bekleideter Triumphator im Baum des Lebens dargestellt.
Die in qualitätvoller Steinmetzarbeit geschaffenen Flachreliefs ähneln eher britischen Steinkreuzen als den skandinavischen Runensteinen, deren Runen oft tief eingekerbt sind. Die Tierdarstellungen sind naturnäher als in anderen vorherigen Stilen ausgebildet. Die Ornamentik ist weniger verschlungen. Dieses wird als Jüngerer Jelling-Stil oder Mammen-Stil bezeichnet. Die Figuren waren ursprünglich in leuchtenden Farben bemalt.
Die Runeninschrift erstreckt sich über alle drei Seiten und lautet, beginnend mit der reinen Textseite:
Haraldr kunungR bað gørva kumbl þǿsi æft Gōrm, faður sinn, ok æft Þōrvī, mōður sīna, sā Haraldr es sēR vann Danmǫrk alla ok Norveg ok dani gærði krīstna.
König Harald gebot, diesen Stein zu machen zum Gedenken an Gorm, seinen Vater, und an Thyra, seine Mutter. Der Harald, der (dem) sich ganz Dänemark (B:) und Norwegen unterwarf (C:) und die Dänen zu Christen machte.
Der Stein, der die Christianisierung Dänemarks durch Harald Blauzahn beschreibt, wird mitunter auch als „Taufstein“ Dänemarks bezeichnet.

## Galerie

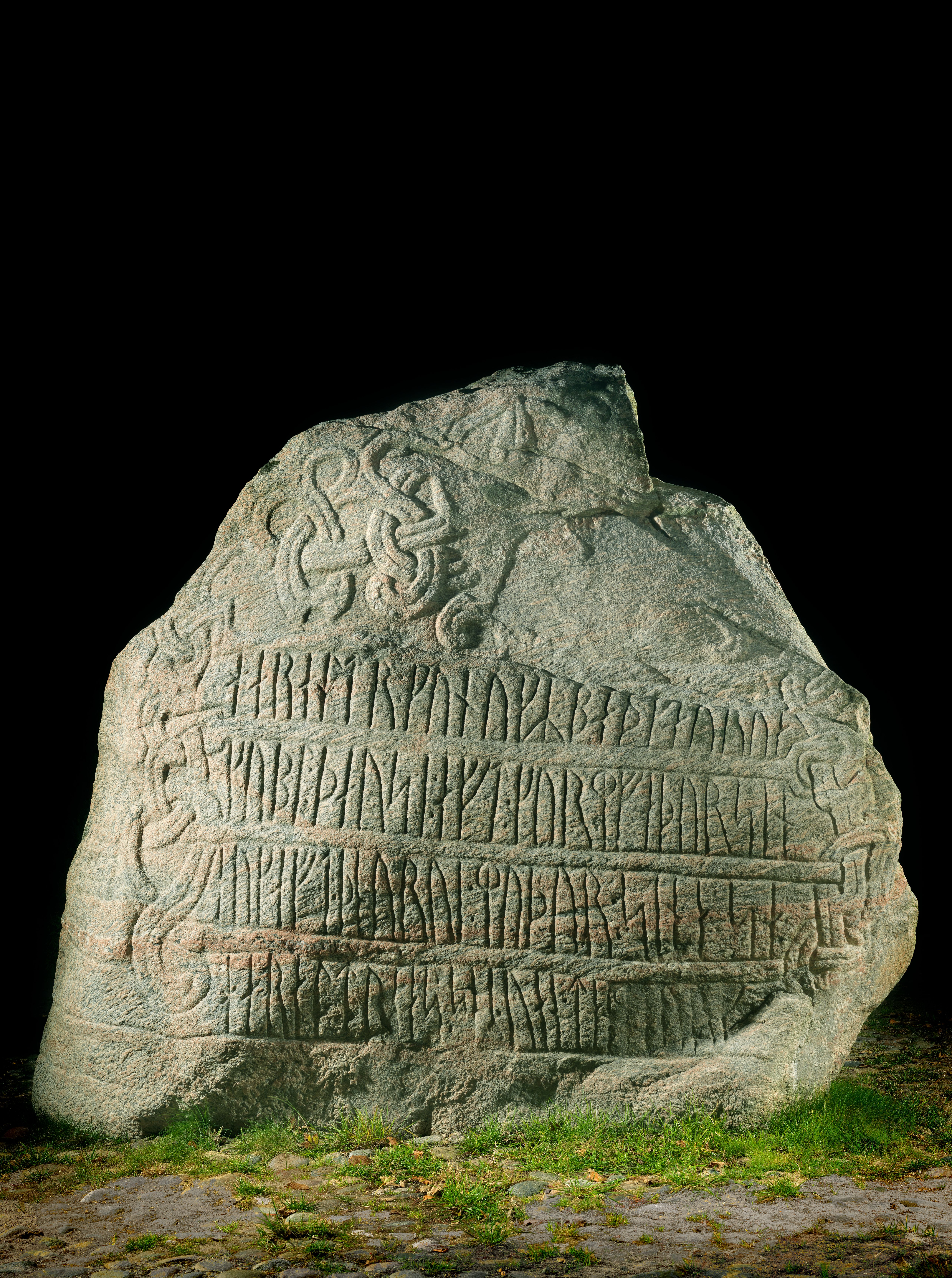
Textseite des Großen Jellingsteins
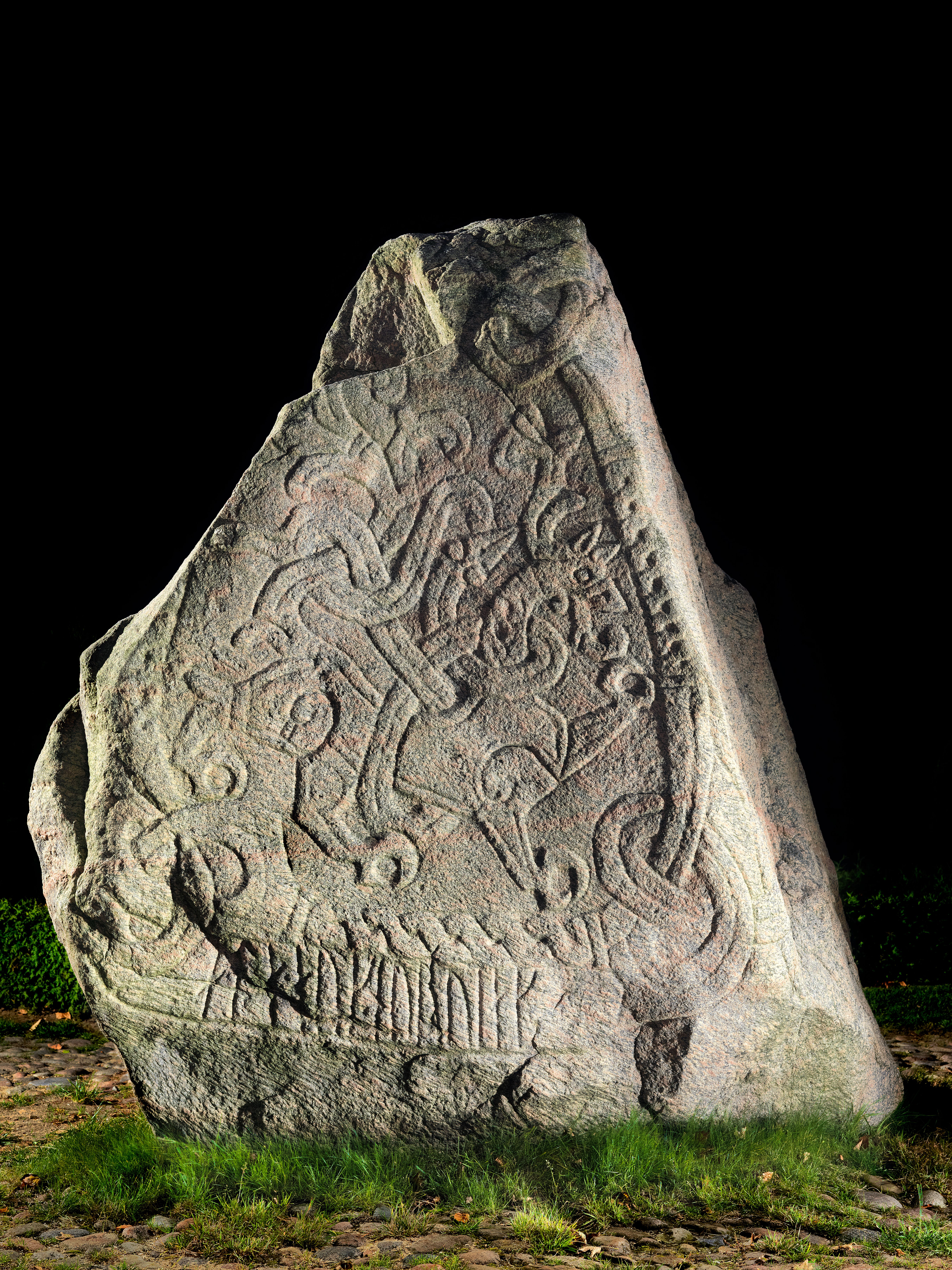
Zweite Bildseite (Großes Tier) des Großen Jellingsteins
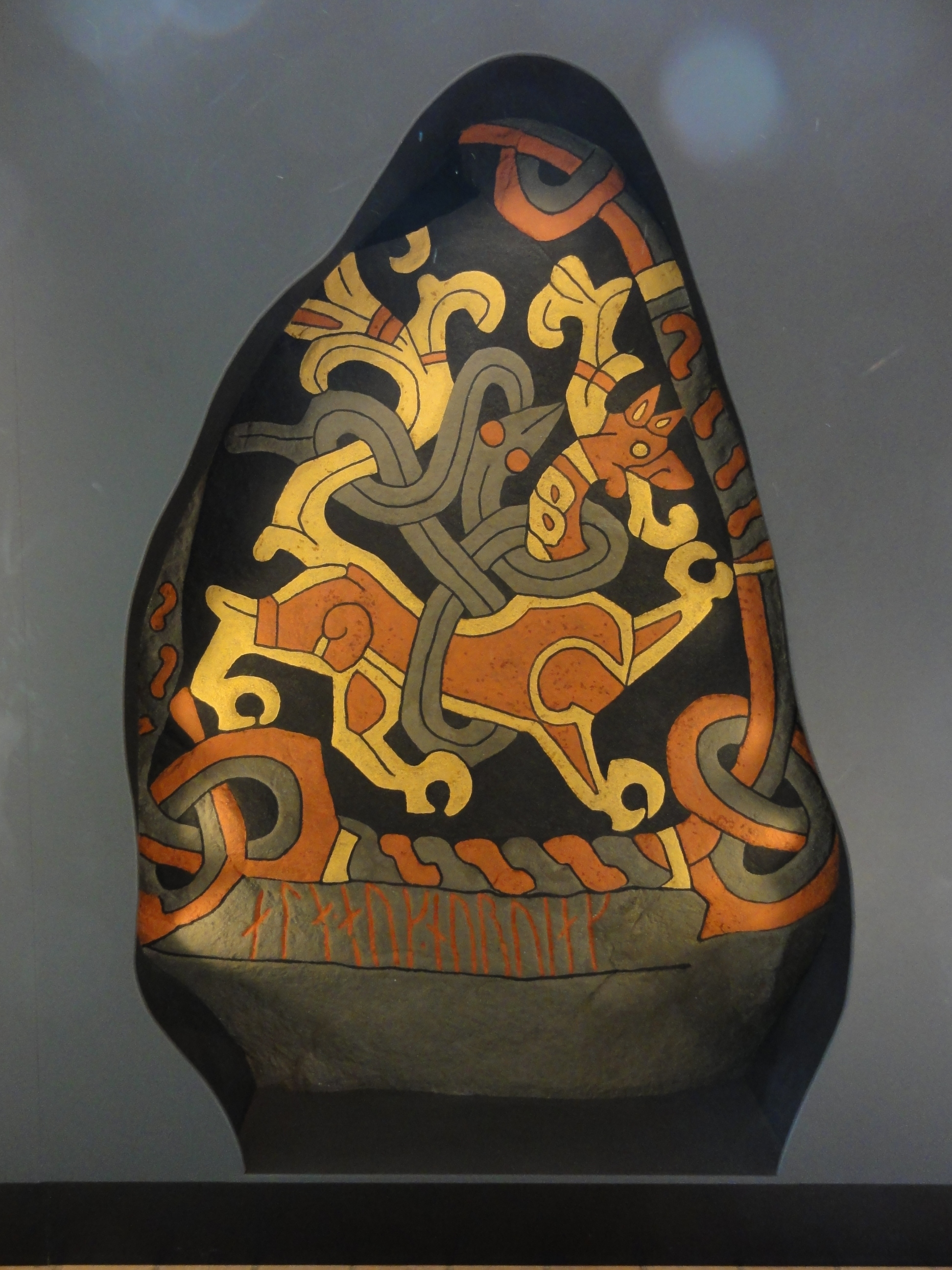
Tiergestalt, Farbrekonstruktion
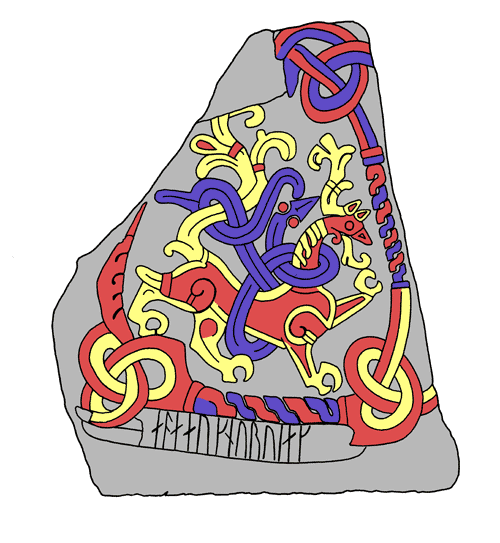
Das Große Tier von Jelling (Farbrekonstruktion)
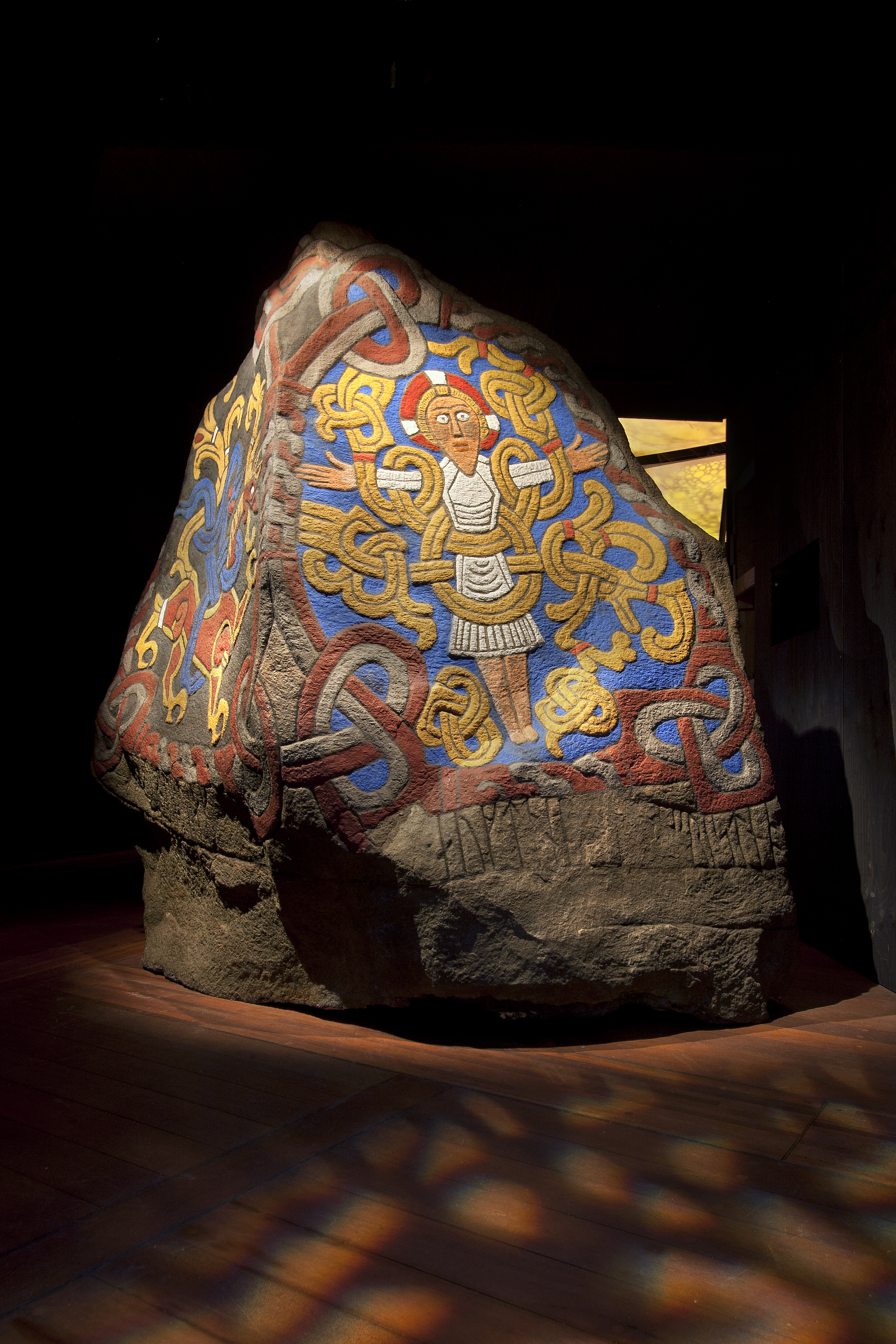
Christusdarstellung (Nachbildung des Steins mit farblicher Rekonstruktion anlässlich der VIKING Ausstellung im Dänischen Nationalmuseum 2013)

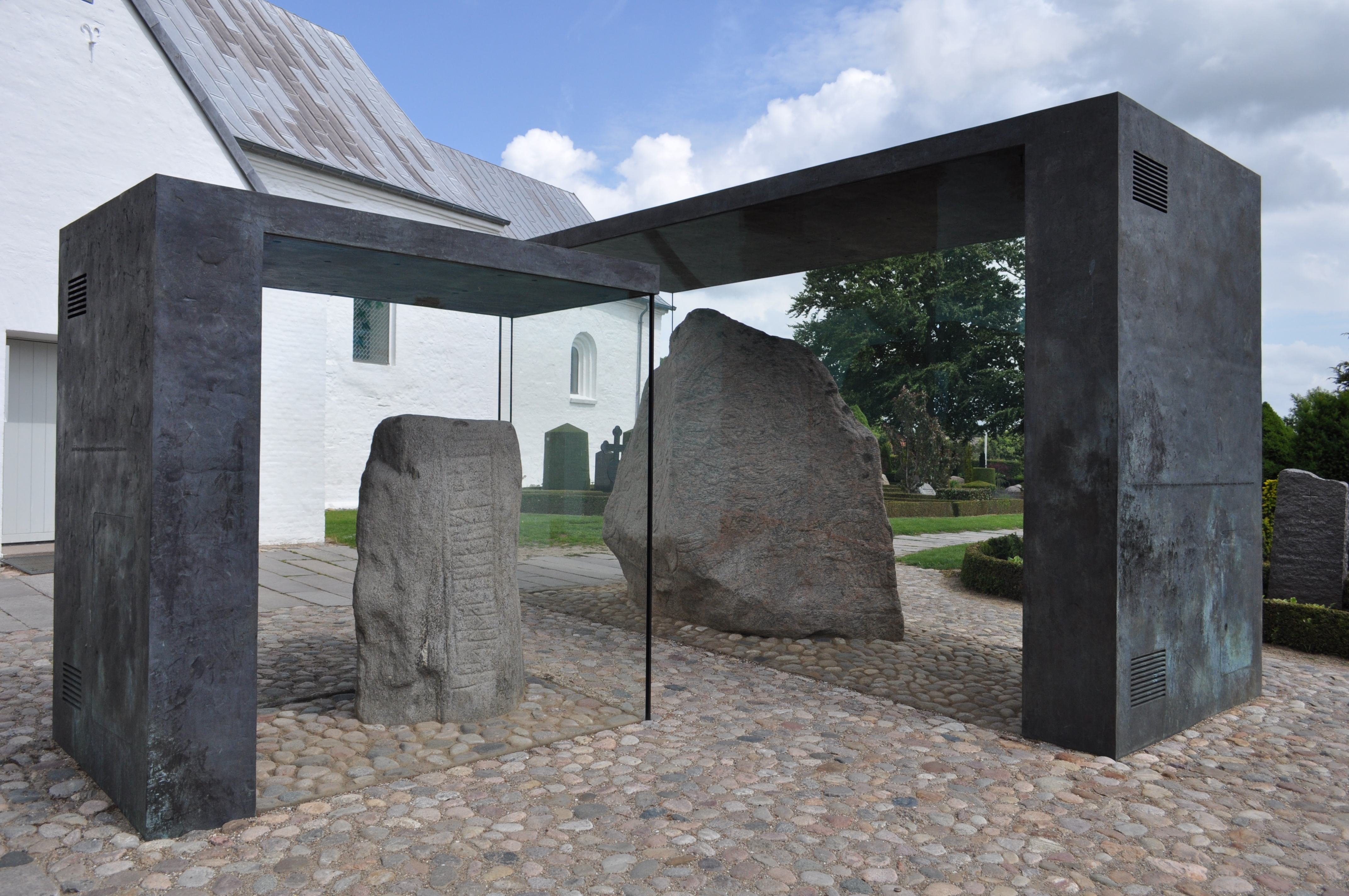
Präsentation am Originalstandort, 2012
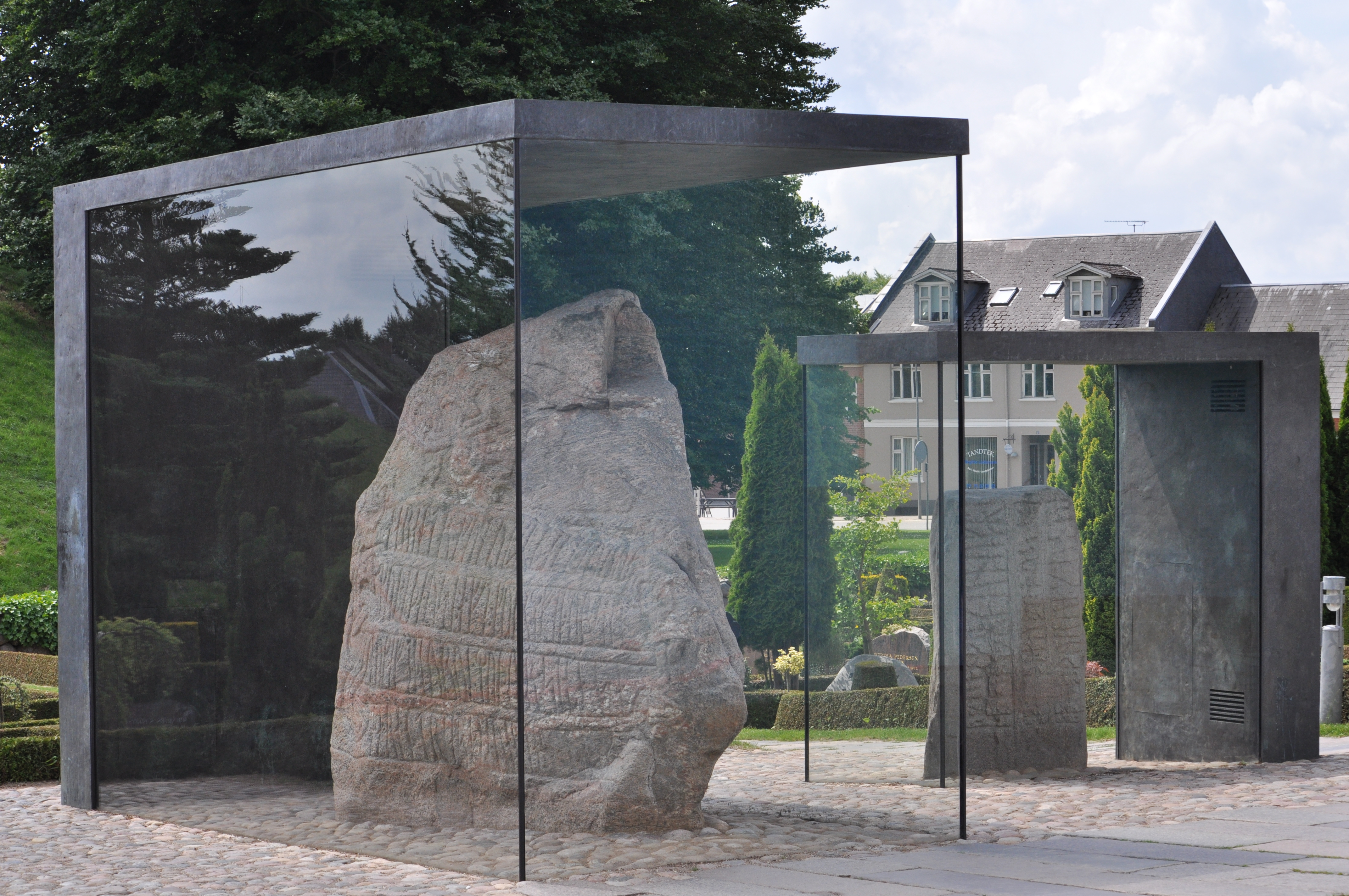
Präsentation am Originalstandort, 2012
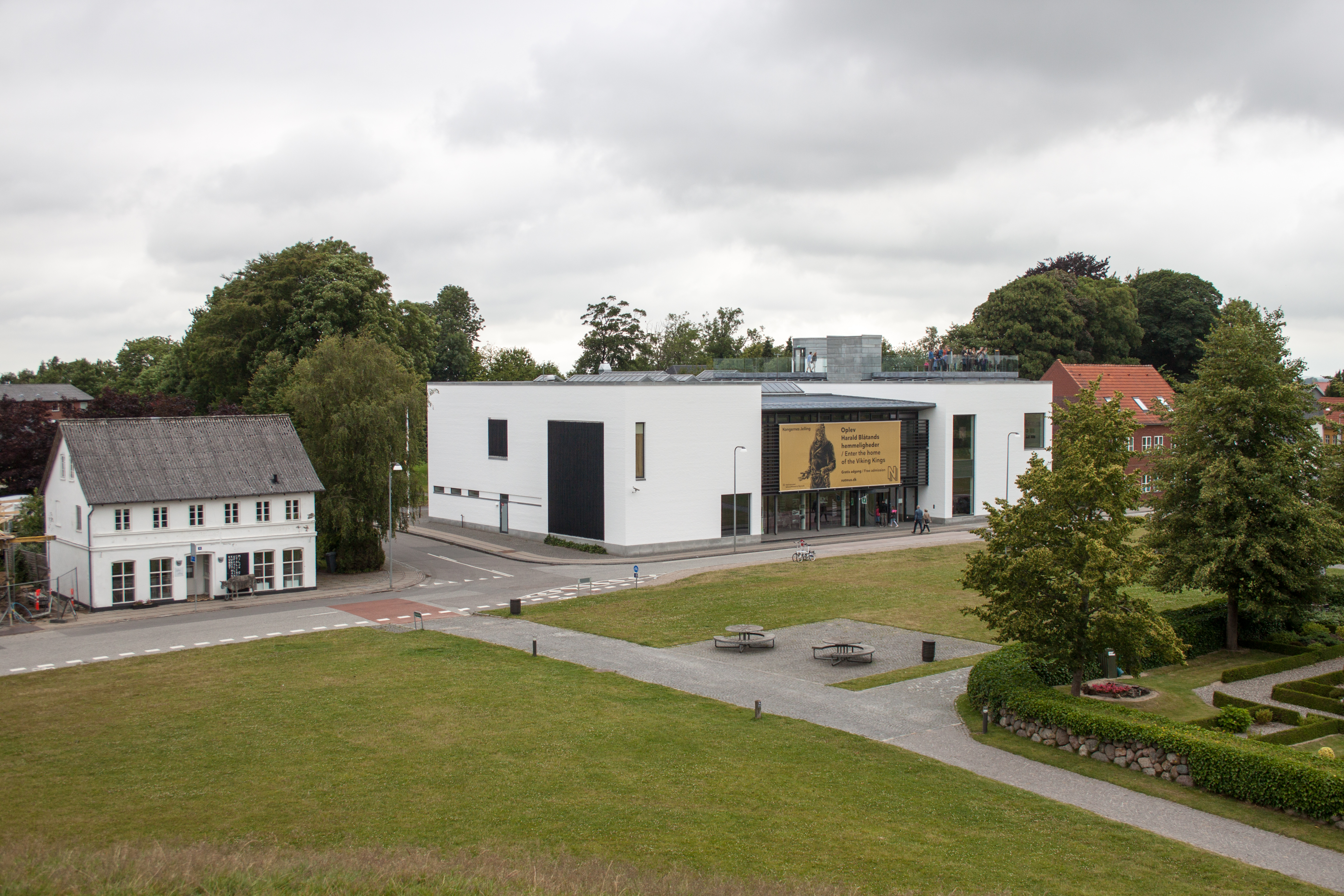
Museum mit Aussichtsdachterrasse
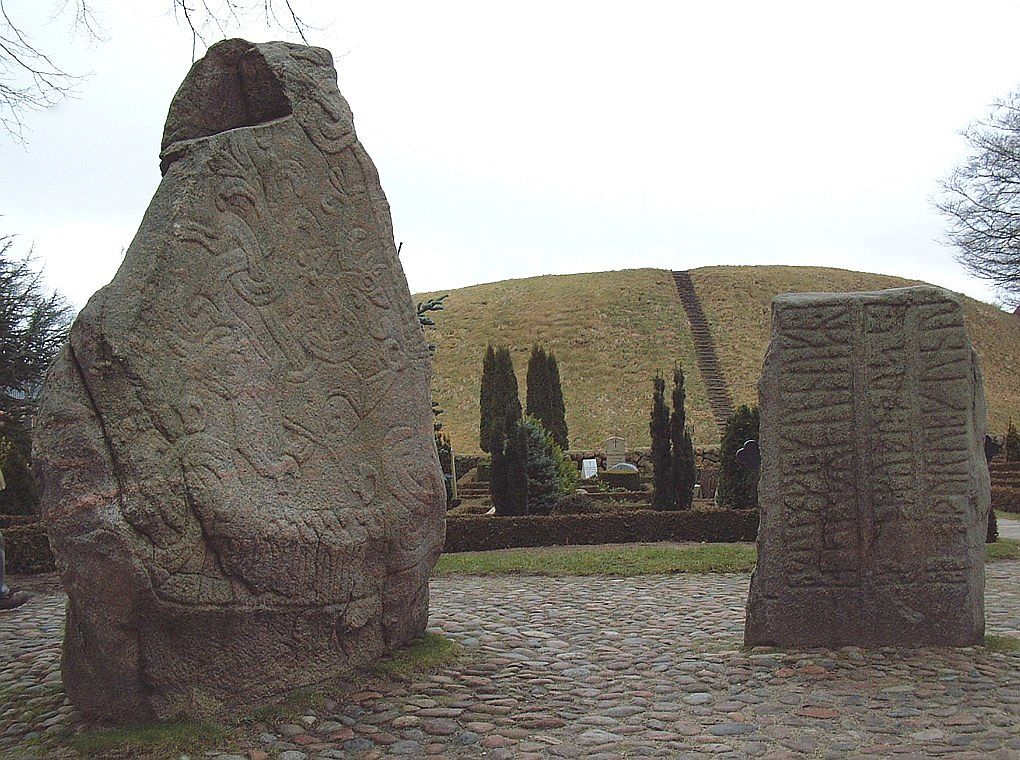
Situation 2004, der Grabhügel im Hintergrund
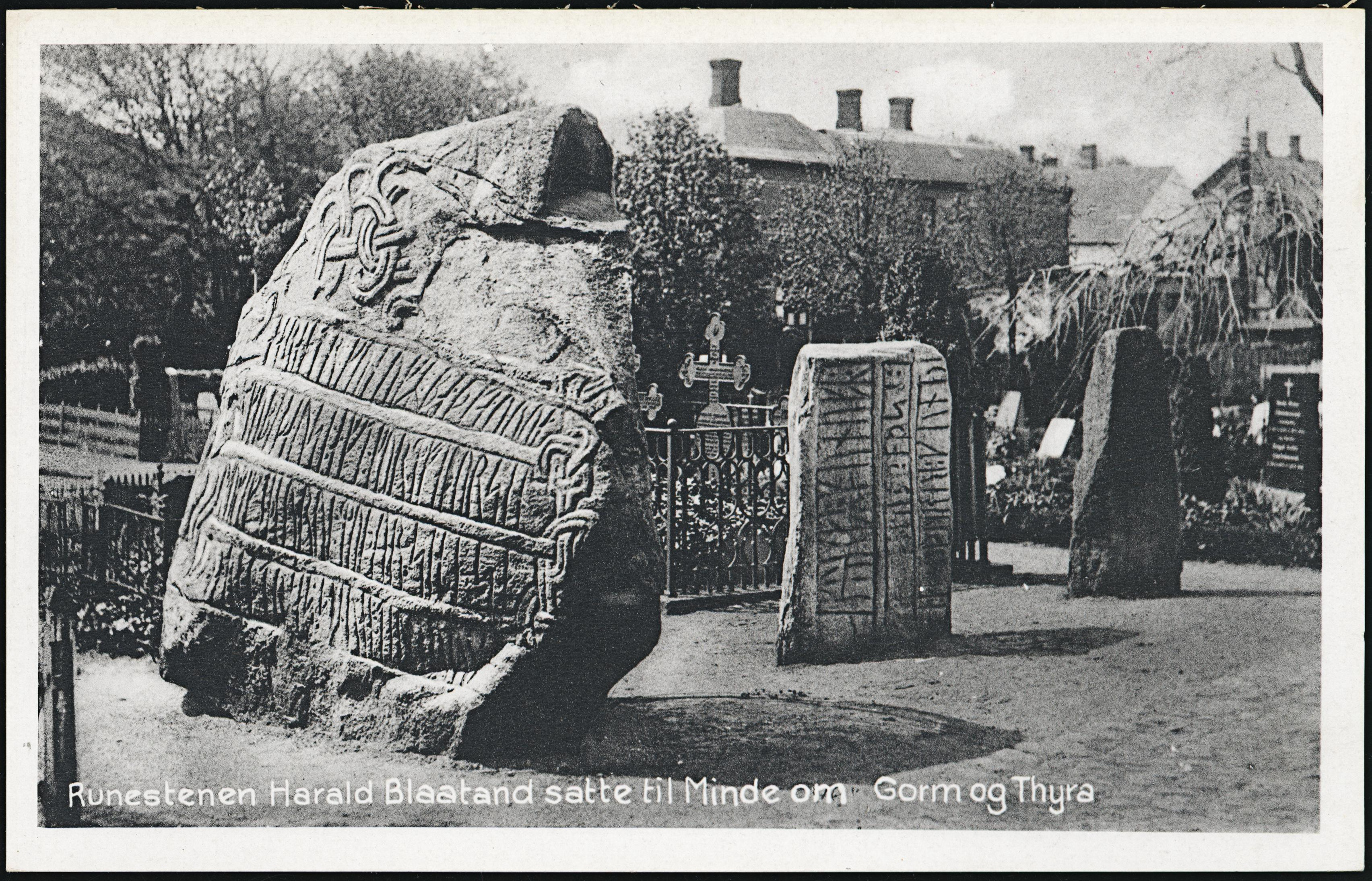
Postkarte um 1900

## Umgebung
Die Kirche, vor der die Runensteine stehen, steht zwischen zwei Grabhügeln, von denen der größere, südliche zwar als Gorms høj bezeichnet wird, jedoch, wie Ausgrabungen 1861 und 1941 ergaben, nie als Hügelgrab verwendet wurde. Im nördlichen, Thyra høj genannten Hügel fand man 1820 eine bis auf wenige Grabbeigaben, darunter einen kleinen silbernen Becher, leere Doppelgrabkammer, die als Grab von Gorm und Thyra gedeutet wird. Dendrochronologisch wird die Grabkammer auf 958/59 datiert. Die steinerne Kirche ersetzte vor 1100 einen älteren, möglicherweise auf Harald Blauzahn zurückgehenden Holzbau. In dieser bei Ausgrabungen 1978/79 entdeckten Holzkirche befand sich ein Grab mit Überresten eines etwa 50-jährigen, 177 cm großen Mannes mit kostbaren Grabbeilagen. Es wird angenommen, dass es sich dabei um Gorm handelte, der wenige Jahre nach seinem Tod umgebettet wurde. Nach der Renovierung der Kirche wurden diese Überreste erneut unter dem Boden beigesetzt und mit einem Stein als Grab von Gorm gekennzeichnet.
Ausgrabungen zwischen 2006 und 2013 brachten in der Nähe eine große Schiffssetzung und Überreste einer Holzpalisaden zum Vorschein. Im Zentrum der 356 m langen Schiffssetzung befindet sich der Nordhügel. Sie wurde später teilweise vom jüngeren Südhügel überbaut. Die Palisade war 1440 m lang und umschloss beide Hügel, das Gelände von Kirche und Friedhof und (mindestens) drei große Häusern im Trelleborg-Stil. Vermutlich handelte es sich dabei um den Königshof von Harald Blauzahn. Ebenfalls gefunden wurde ein Fragment eines dritten Runensteins (Jellingstein 3 oder SJy 12), dessen noch lesbarer Rest der Inschrift Basi gærþi kumbl, Basi macht das Denkmal, lautet.
In direkter Nachbarschaft wurde im Jahr 2000 ein Museum errichtet. Zwischenzeitlich wurde es modernisiert und erweitert und feierte am 6. Juni 2015 seine Wiedereröffnung als Geschichts- und Erlebniszentrum Kongernes Jelling (dt. Das Jelling der Könige). Der Eintritt ist für Kinder frei. Erwachsene zahlen 120 DKK (Stand 2024).